# محطة فيرنادسكي

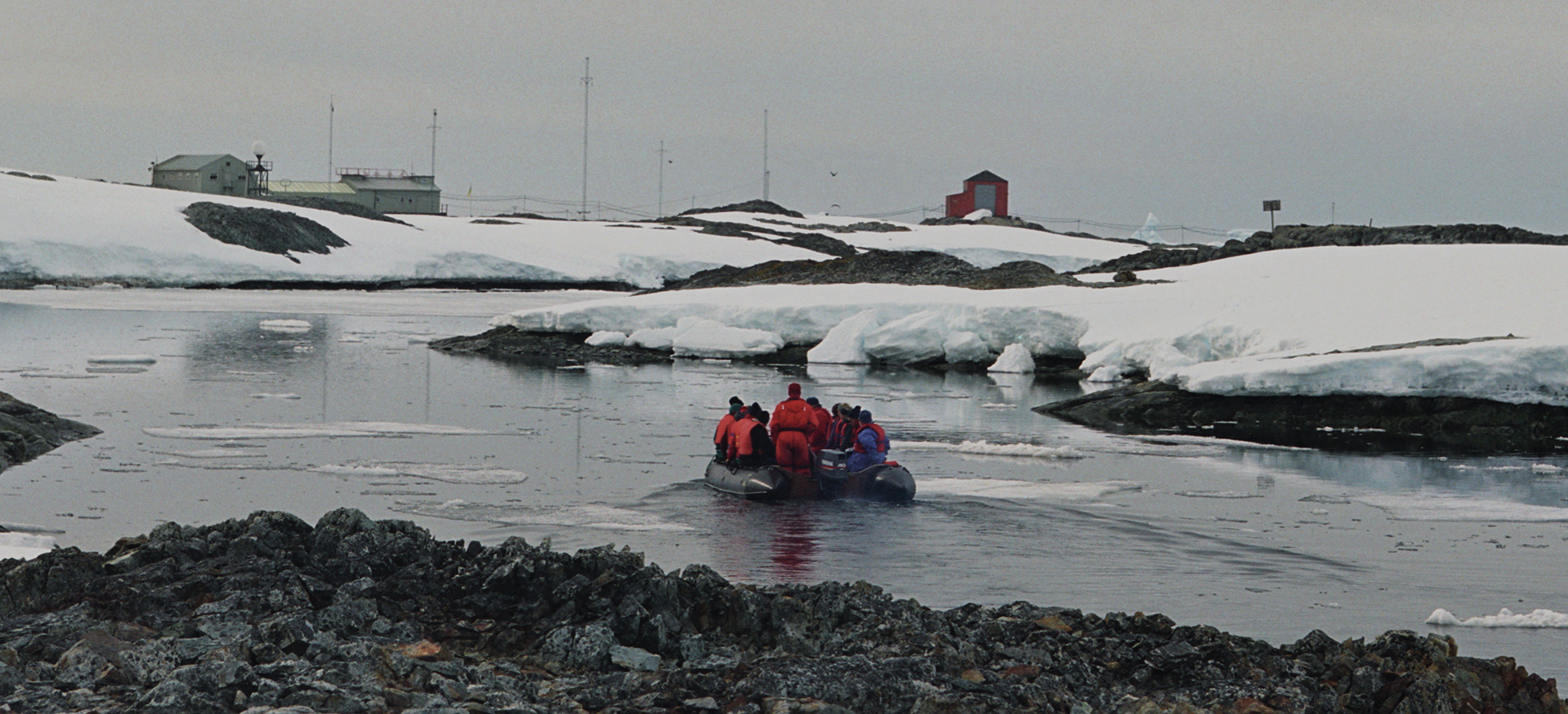
"أكاديميك فيرنادسكي"، محطة أنتاركتيكا الأوكرانية (في 2000)

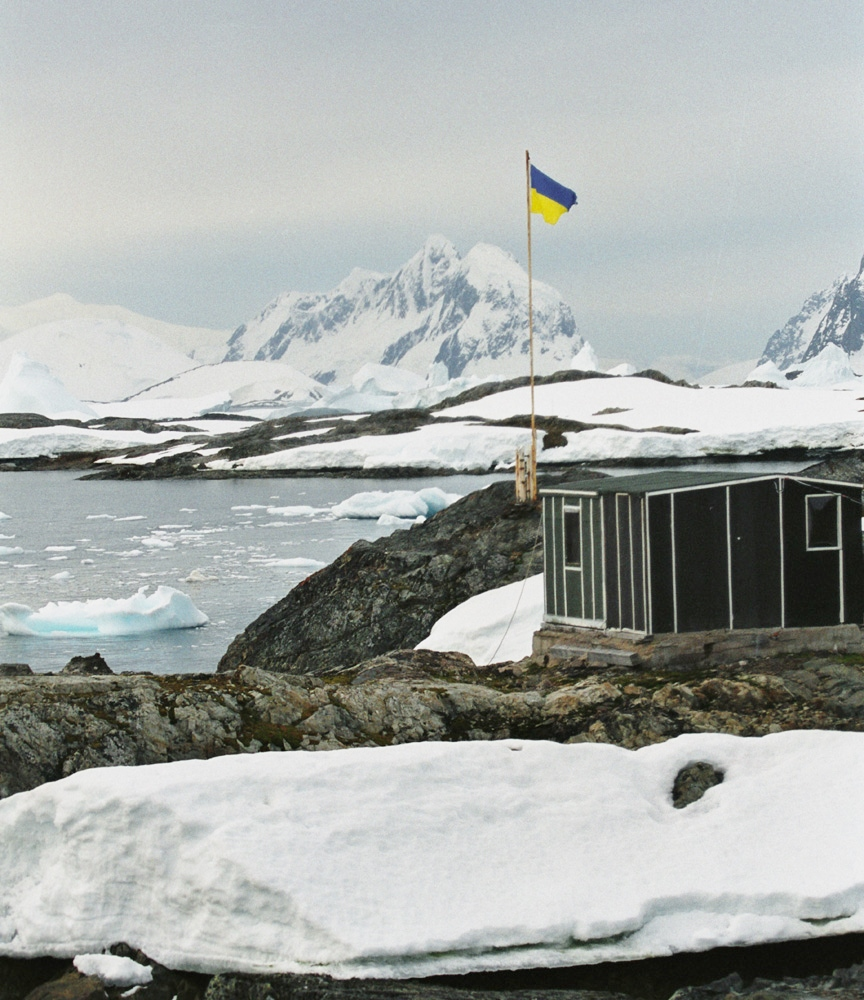

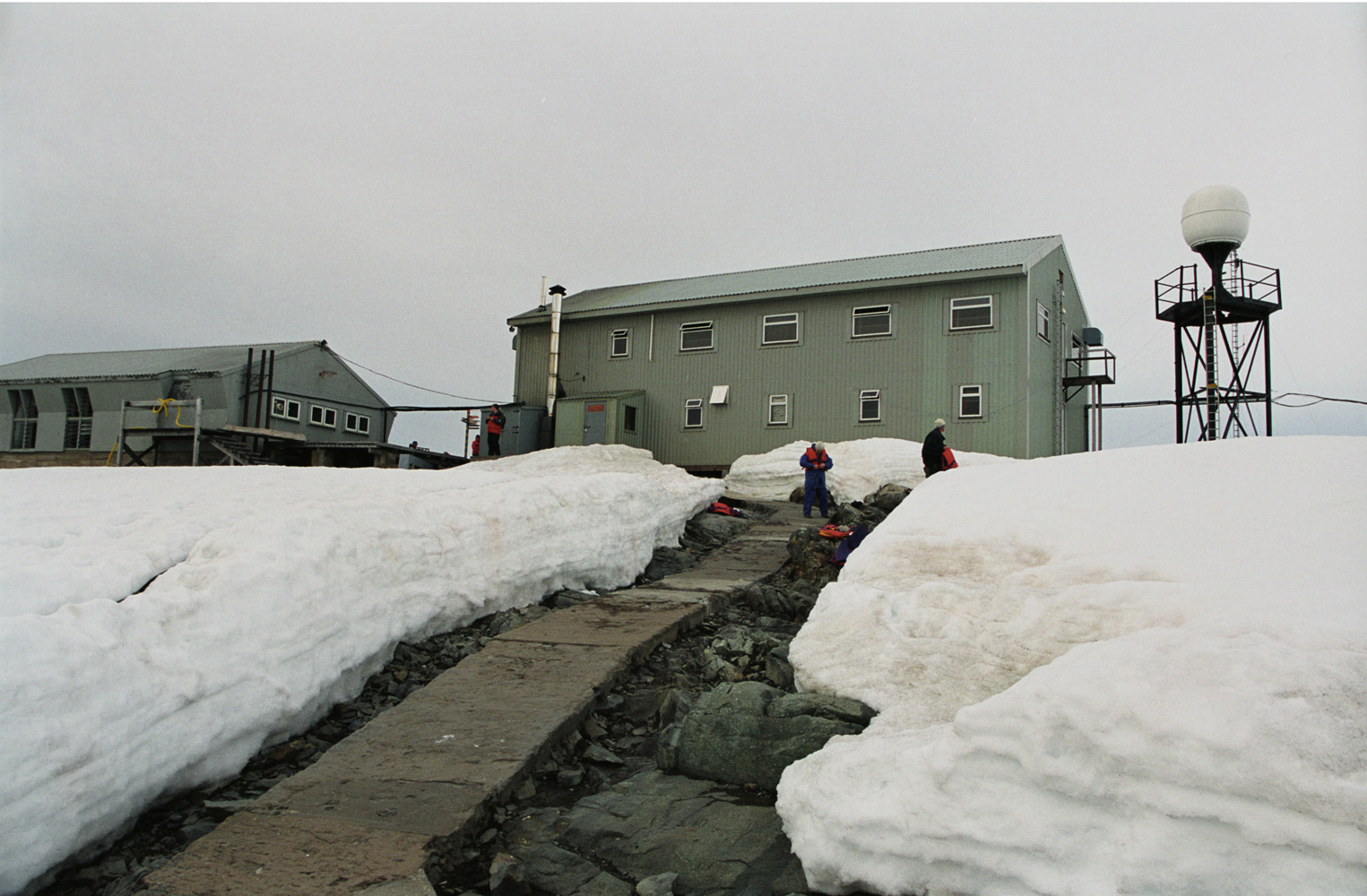

محطة فيرنادسكي (أكاديميك فيرنادسكي) هي محطة أوكرانية في القطب الجنوبي في نقطة مارينا على جزيرة غاليندز في الجزر الأرجنتينية، أنتاركتيكا.
كانت المحطة التي وضعتها مسح تبعيات جزر فوكلاند البريطاني كقاعدة ف أو «جزر الأرجنتين» في جزيرة الشتاء في عام 1947.
الكوخ الرئيسي، الذي بني في وقت سابق البريطاني غراهامم كوخ، وكان اسمه «بيت ووردي» بعد السير جيمس ووردي، وهو عضو في لشاكلتون الامبراطوري عبر القطب المتجمد الجنوبي الذي زار أثناء عملية البناء.
Wordie البيت قد استعيد، وتعتبرها الموقع التاريخي والنصب التذكاري رقم 62.
القاعدة انتقلت إلى الموقع الحالي على الجزيرة المتاخمة غاليندز في شهر مايو عام 1954 حيث المبنى الرئيسي كان اسمه «البيت التتويج».
قاعدة أعيدت تسمية محطة فاراداي في آب / أغسطس 1977 في شرف العالم البريطاني مايكل فاراداي.
أوكرانيا تولى عملية للقاعدة في شباط / فبراير 1996. ويواصل المركز الأوكراني في أنتاركتيكا برنامج الأرصاد الجوية، فيزياء الغلاف الجوي العلوي، النضح، الأوزون، الزلازل، وعلم الجليد، علم البيئة، علم الأحياء وبحوث الفيزيولوجيا.
المحطة يتكون من تسعة مبان دائمة على أسس الصخور.
والتمديد عام 1961 في نهاية الجزء الشرقي من الكوخ قدمت سكنية لإيواء 15 شخصا.
التعديلات الرئيسية في عام 1980 لتحديث وأماكن المعيشة والعمل.
والتمديد لاثنين من طوابق توفر المأوى ل24 شخصا، محل لبيع الملابس، وغرفة المرجل، والتناضح العكسي ومحطة في الطابق الأرضي.
الطابق العلوي من المنزل وصالة، مكتبة، غرفة الطعام والمطبخ.
في الجزء القديم من البناء الآن معظمهم من مختبرات وغرف العمل، جنبا إلى جنب مع عملية جراحية ودورات المياه.
مولد تسليط كان منصوبا في 1978-79، مع واحدة من العمر الآن يستخدم لتخزين المواد الغذائية المجمدة ونجارا في ورشة العمل.
المباني الأخرى تشمل اثنين من المباني غير المغناطيسية، وإطلاق البالونات تسليط (الآن المرآب سكيدو)، ومخزن عامة.

## الهامش
1. 1 2  "COMNAP Antarctic Facilities List" (بالإنجليزية). 31 Mar 2017. Archived from the original on 2019-03-28.
2. ↑  GeoNames (بالإنجليزية), 2005, QID:Q830106
3. 1 2  "History". Ukrainian Antarctic Station "Akademik Vernadsky". مؤرشف من الأصل في 2014-03-02. اطلع عليه بتاريخ 2007-11-24.
4. ↑  "Wordie House". الهيئة البريطانية لمسح القطب الجنوبي  [لغات أخرى]‏. مؤرشف من الأصل في 2015-07-09. اطلع عليه بتاريخ 2007-11-24.{{استشهاد ويب}}:  صيانة الاستشهاد: علامات ترقيم زائدة (link)
5. 1 2  "Faraday station". الهيئة البريطانية لمسح القطب الجنوبي  [لغات أخرى]‏. مؤرشف من الأصل في 2015-07-12. اطلع عليه بتاريخ 2007-11-24.{{استشهاد ويب}}:  صيانة الاستشهاد: علامات ترقيم زائدة (link)
6. ↑  "Research projects in Sixth Ukrainian Antarctic expedition 2001-2002". مؤرشف من الأصل في 2012-02-07. اطلع عليه بتاريخ 2007-11-24.

## وصلات خارجية
- محطة فيرنادسكي (الموقع باللغة الإنجليزية)